# 山川端夫

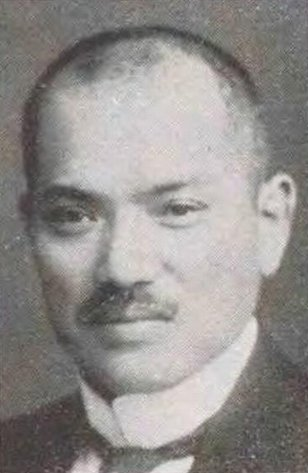
山川端夫

山川 端夫（やまかわ ただお、1873年（明治6年）12月15日 - 1962年（昭和37年）3月2日）は、日本の海軍・外務官僚、政治家、国際法学者。法学博士、貴族院議員、法制局長官。

## 経歴
長崎県出身。山川景範の長男として生まれる。長崎中学、第五高等学校を経て、1898年（明治31年）7月、東京帝国大学法科大学政治学科を卒業し大学院に進む。同年12月、文官高等試験に合格。1899年（明治32年）3月、海軍省に入り参事官に就任。その後、兼高等捕獲審検所事務官、兼鉄道院理事、海軍教官兼海軍省参事官、講和会議全権委員随員などを歴任。1919年（大正8年）4月、法学博士号を取得。
1920年（大正9年）4月、外務省に移り臨時平和条約事務局第1部長に就任し、さらに条約局長となる。1925年（大正14年）8月、加藤高明内閣の法制局長官となり、次の第1次若槻内閣でも留任し1927年4月まで在任。1926年（大正15年）12月7日、貴族院勅選議員に任命され研究会に属し1946年（昭和21年）7月5日まで在任した。
1929年（昭和4年）11月、海軍会議全権委員随員となり、その他、外務省外交顧問、国家総動員機関設置準備委員会委員長、臨時法制審議会委員などを歴任。戦後、1946年9月から1950年（昭和25年）10月まで公職追放となった。

## 栄典
- 1906年（明治39年）4月1日 - 勲四等旭日小綬章、明治三十七八年従軍記章[5]
- 1910年（明治43年）2月16日 - 勲三等瑞宝章[6]
- 1920年（大正9年）
  - 6月25日 - 勲二等瑞宝章[7]
  - 9月7日 - 旭日重光章[8]

外国勲章佩用允許
- 1927年（昭和2年）2月1日 - ポーランド・オドロゼニアポルスキー勲章グランクロア[9]

## 著書
- 『軍縮の為に新国防会議を興せ』国際聯盟協会、1929年。
- 『倫敦海軍軍縮会議の成果』国際聯盟協会、1931年。
- 『日支時局と国際聯盟』国際聯盟協会、1932年。

## 親族
- 妻 山川ミサ（曽禰達蔵の長女）
- 義兄（姉の夫）稲垣雄太郞（稲垣満次郎の兄）[10]